# Anacroneuria parilobata
Anacroneuria parilobata är en bäcksländeart som beskrevs av František Klapálek 1922. Anacroneuria parilobata ingår i släktet Anacroneuria och familjen jättebäcksländor. Inga underarter finns listade i Catalogue of Life.